# Chloe Fineman
Chloe Rose Fineman (Berkeley, 20 luglio 1988) è un'attrice e comica statunitense.
Ha iniziato la sua carriera con la troupe di improvvisazione The Groundlings ed è diventata una delle protagoniste del Saturday Night Live a partire dalla 45ª stagione nel settembre del 2019.  È stata inserita nel cast di repertorio nel 2021, all'inizio della 47ª stagione.

## Biografia
I genitori di Fineman sono la pittrice Ellen Gunn e il dirigente biotecnologico David Fineman. Ha due sorelle, l'artista Emma e l'atleta CrossFit Alexia (Leka).
Si è diplomata presso la Piedmond High School nel 2006. L'insegnante di recitazione della scuola l'ha descritta come "altrettanto brillante nella commedia che nel dramma". Durante il terzo anno di liceo, Fineman ha diretto Metamorfosi di Mary Zimmerman; e durante l'ultimo anno, I monologhi della vagina di Eve Ensler; ha anche interpretato ruoli da protagonista in La visita della vecchia signora di Friedrich Dürrenmatt e in Crimini del cuore di Beth Henley. Dopo il diploma, è tornata nella sua scuola per dirigere spettacoli teatrali e condurre laboratori.
Mentre era al liceo, Fineman ha impersonato un pavone al Late Show con David Letterman dopo aver vinto una gara di richiamo degli uccelli.
Fineman ha studiato presso la scuola di belle arti Tisch dell'Università di New York e presso la Stella Adler Studio, laureandosi nel 2011.

## Carriera
Dopo la laurea, Fineman si è trasferita a Los Angeles, dove si esibiva nella Sunday Company della compagnia The Groundlings. Si è anche esibita in "Characters Welcome" al Upright Citizens Brigade Theatre. Nel 2018, è stata riconosciuta come "New Face" al festival Just for Laughs di Montreal, ed è stata nominata miglior comico agli Shorty Awards 2019. Le sue apparizioni televisive includono Jane the Virgin e Search Party.
È conosciuta online principalmente per le sue imitazioni di celebrità in video faccia a faccia con la telecamera. Su Instagram, ha pubblicato imitazioni di celebrità e clip del suo lavoro con i Groundlings e pezzi di stand-up commedy. Su YouTube, ha postato imitazioni di personaggi. Nel 2018, il critico di Vulture, Luke Kelly-Clyne ha scritto dopo aver visto Fineman imitare Meryl Streep e altri, "come ho scoperto, quel pizzico di genio in più che possiede – quella cosa intangibile che porta una buona imitazione a essere una grande imitazione – che è radicato nella sua capacità di creare personaggi completamente originali che sembrano essere reali come chiunque tu abbia mai incontrato", conclude affermando che "Chloe Fineman è assolutamente una dei nuovi artisti più talentuosi in questo momento e ha aspettato a lungo prima di venire sotto le luci della ribalta".

### Saturday Night Live
Il 12 settembre 2019 Fineman è stata annunciata come comparsa nel cast del Saturday Night Live, insieme a Bowen Yang e Shane Gillis. Insieme a Yang e Heidi Gardner, Fineman è stato citata come punta di diamante della stagione da Andy Hoglund su Entertainment Weekly.
Tra le imitazioni di Fineman ad SNL ci sono Drew Barrymore, Carole Baskin, Reese Witherspoon, Nicole Kidman, Timothée Chalamet, Tiffany Trump, Britney Spears, Mary-Kate Olsen, Megan Fox, e Jojo Siwa.

## Filmografia

### Cinema
- Home Team, regia di Charles e Daniel Kinnane (2022)
- Il padre della sposa - Matrimonio a Miami (Father of the Bride), regia di Gary Alazraki (2022)
- Rumore bianco (White Noise), regia di Noah Baumbach (2022)
- Babylon, regia di Damien Chazelle (2022)
- Megalopolis, regia di Francis Ford Coppola (2024)
- Quel pazzo venerdì, sempre più pazzo (Freakier Friday), regia di Nisha Ganatra (2025)
- Summer of 69, regia di Jillian Bell (2025)

### Televisione
- Mozart in the Jungle – serie TV, episodio 4x04 (2018)
- Grown-ish – serie TV, episodio 1x10 (2018)
- Jane the Virgin – serie TV, episodio 4x13 (2018)
- Search Party – serie TV, 6 episodi (2019-2020)
- High Fidelity – serie TV, episodio 1x04 (2020)
- Awkwafina è Nora del Queens (Awkwafina Is Nora from Queens) – serie TV, episodio 2x02 (2021)
- Dickinson – serie TV, episodio 3x07 (2021)
- Twisted Metal – serie TV, episodio 1x07 (2023)
- Laid – serie TV (2024)

### Doppiatrice
- Cattivissimo me 4 (Despicable Me 4), regia di Chris Renaud (2024)

## Doppiatrici italiane
Nelle versioni in italiano delle opere in cui ha recitato, Chloe Fineman è stata doppiata da:
- Francesca Manicone in Megalopolis, Quel pazzo venerdì, sempre più pazzo